# Wattenweiler (Weissach im Tal)
Wattenweiler ist ein zum Ortsteil Oberweissach gehörender Weiler in der Gemeinde Weissach im Tal. Der Ort liegt im Naturpark Schwäbisch-Fränkischer Wald.

## Geographie
Wattenweiler mit seinen über 60 Hausnummern und etlichen Nebengebäuden liegt etwa einen Kilometer südlich des Dorfes Oberweissach der Gemeinde im Naturraum der Äußeren Backnanger Bucht. Etwas im Süden steigt das um den Ort noch offene Gelände über den bewaldeten Käsbühl zu den Berglen an. Durch Wattenweiler fließt der Wattenbach, der etwa anderthalb Kilometer weiter abwärts im Naturschutzgebiet Seegut-Semmlersberg in die Weißach mündet.
Die umliegenden Ortschaften sind Bruch im Nordosten, Althütte-Kallenberg im Osten, Rudersberg-Königsbronnhof im Süden, Allmersbach im Tal und Heutensbach im Westen und Cottenweiler im Nordwesten.

## Geschichte
Wattenweiler wurde erstmals als Watenwiler am 24. November 1363 in einer Urkunde erwähnt. In diesem Schriftstück wird von einem Frühmesser namens Simon von Erdmannhausen berichtet und von seinen Gütern und Gülten zu Wattenweiler, welche das Augustiner-Chorherrenstift Backnang erwarb. Der Ortsname könnte auf einen Mann mit dem germanischen Personennamen Watto zurückzuführen sein. Später wurde der Ortsname Wattenwyler geschrieben. Im Dreißigjährigen Krieg wurde auch Wattenweiler durch Plünderungen und Einquartierungen in Mitleidenschaft gezogen. Mit den Kriegsknechten wurde auch die Pest eingeschleppt. 1626 hatte Wattenweiler 106 Einwohner. Bis zum Jahre 1641 war die Bevölkerung auf 17 Seelen gefallen. Jedoch konnte sich die Bevölkerung rasch erholen, sodass Wattenweiler im Jahre 1654 wieder 40 Einwohner hatte. Das südlich von Wattenweiler gelegene Rodmannsweiler ging allerdings im Dreißigjährigen Krieg völlig zu Grunde und wurde nicht wieder besiedelt. 1684 hatte Wattenweiler 92 Einwohner. 1685 erschien der Ort als Wattenweyler in Andreas Kiesers Forstlagerbuch. 1693 wurde die Umgebung im Pfälzischen Erbfolgekrieg erneut schwer in Mitleidenschaft gezogen. Es sollten noch viele Jahre vergehen, bis die Bevölkerungsverluste wieder ausgeglichen waren. Ende des 17. Jahrhunderts wurde in Wattenweiler eine Schule in einem Privathaus eingerichtet. Die Miete musste der Heiligenpfleger von Unterweissach bezahlen. Kirchlich waren Oberweissach und Wattenweiler stets ein Filial von Unterweissach.
Im 19. Jahrhundert hatte sich Wattenweiler von den Kriegen wieder vollkommen erholt. 1871 lag die Einwohnerzahl bei 150 Seelen. Im Ersten Weltkrieg beklagte man in Oberweissach und Wattenweiler 12 Gefallene und Vermisste.  Im Zweiten Weltkrieg kam es am 20. April 1945 zwischen Oberweissach und Wattenweiler im Bereich des heutigen Friedhofs zu einem kurzen Rückzugsgefecht zwischen versprengten Einheiten der deutschen Wehrmacht und Truppen der 100. Infanteriedivision der US-Armee. Dabei wurde ein Landser und ein GI getötet.
Mit der Gemeindereform in Baden-Württemberg entstand am 1. Juli 1971 durch den freiwilligen Zusammenschluss der vier zuvor selbstständigen Gemeinden Bruch, Cottenweiler, Unterweissach und Oberweissach die neue Gemeinde Weissach im Tal. Dadurch kam Wattenweiler politisch zu Weissach im Tal. Die Kommune ging 1973 durch die Kreisreform in Baden-Württemberg vom aufgelösten Landkreis Backnang zum Rems-Murr-Kreis über.

### Einwohnerentwicklung
- 1626: 106 Einwohner
- 1641: 17 Einwohner
- 1654: 40 Einwohner
- 1684: 92 Einwohner
- 1808: 129 Einwohner[5]
- 1871: 150 Einwohner[6]
- 1886: 182 Einwohner (darunter 1 Katholik)[7]
- 1896: 155 Einwohner[8]

## Politik
Zu Beginn des 19. Jahrhunderts hatte Wattenweiler noch eigene Schultheißen. 1808 war der Schultheiß Johann Fichtner.

## Sehenswürdigkeiten
- Dorfbrunnen Wattenweiler: Moderne Brunnenanlage nach dem Prinzip des in Schalen überlaufenden römischen Brunnens, geschmückt mit Texten aus dem deuterokanonischen Buch Jesus Sirach. Geschaffen wurde der Brunnen von dem Unterweissacher Künstler Hugo Krautter (1928–2008).[9]